# 392P/LINEAR
392P/LINEAR, komet Jupiterove obitelji. Predotkriven na snimkama.